# Василівська сільська рада (Козельщинський район)
Василівська сільська рада — колишній орган місцевого самоврядування у Козельщинському районі Полтавської області з центром у селі Василівка.

## Населені пункти
Сільраді були підпорядковані населені пункти:
- c. Василівка
- с. Вишняки
- с. Гайове
- с. Зоряне
- с. Олександрівка
- с. Трудовик